# Ротавірус
Ротавірус (Rotavirus) — рід вірусів родини Reoviridae. Описано дев'ять видів цього роду, які іменуються латинськими літерами від A до I. Ротавіруси A, B та C є збудниками ротавірусної інфекції людини, причому 90 % випадків захворювання припадає на Rotavirus A. Ротавіруси — найчастіша причина діареї серед немовлят та дітей молодшого віку. Дорослі хворіють рідко. Вірус передається фекально-оральним механізмом передачі інфекції. Він заражає та пошкоджує клітини тонкої кишки і спричиняє гастроентерит (який часто невиправдано називають «шлунковим грипом», попри те, що він не має стосунку до грипу). Види A — E спричинюють захворювання різних тварин, види E та H — у свиней, D, F і G — у птахів та I — у кішок.